# Chrysanthemum multifidum
Chrysanthemum multifidum là một loài thực vật có hoa trong họ Cúc. Loài này được Desf. mô tả khoa học đầu tiên năm 1829.